# Metazygia octama
Metazygia octama là một loài nhện trong họ Araneidae.
Loài này thuộc chi Metazygia. Metazygia octama được Herbert Walter Levi miêu tả năm 1995.